# François de Malherbe

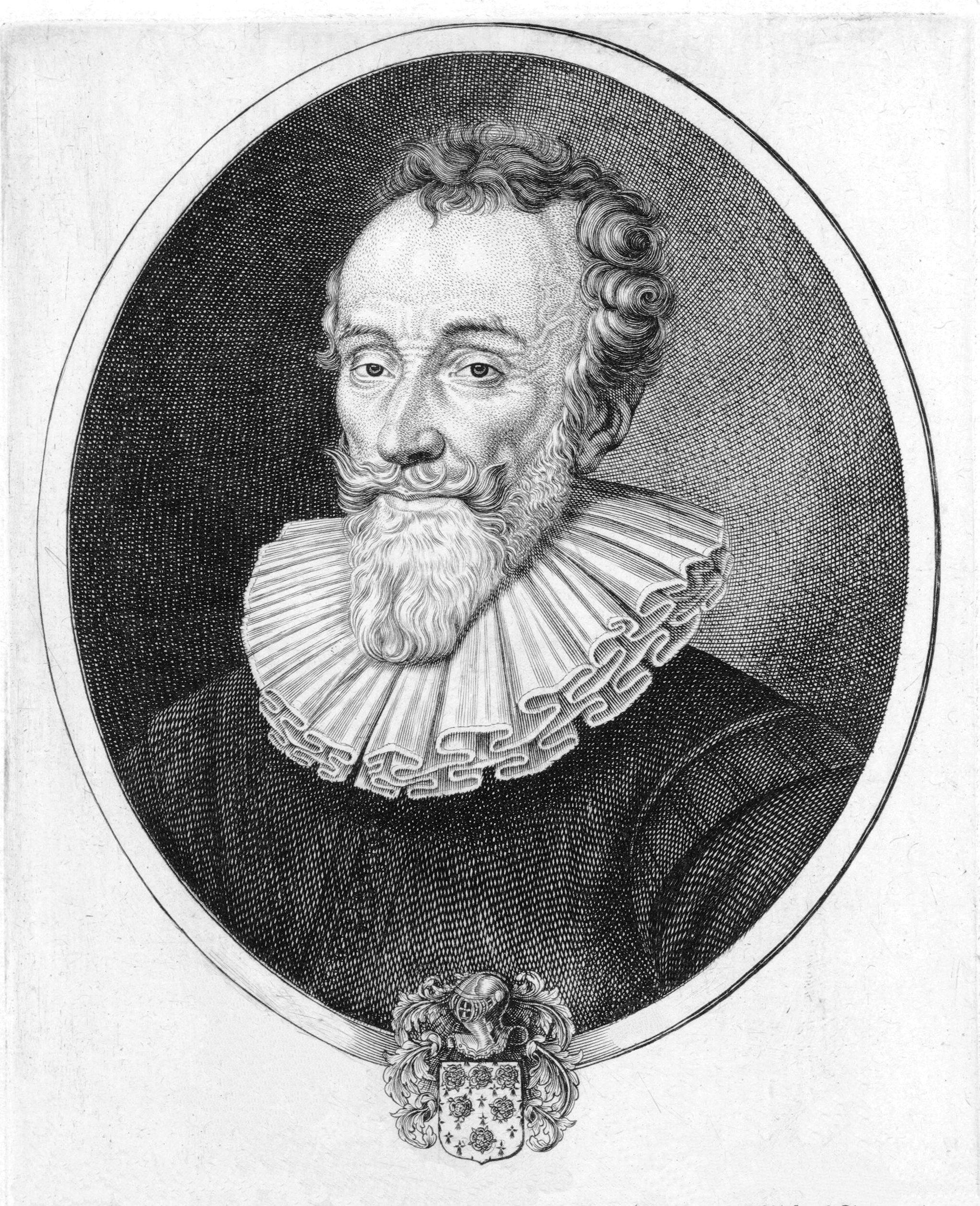
François de Malherbe

François de Malherbe (* 1555 in Caen; † 16. Oktober 1628 in Paris) war ein französischer Schriftsteller. Er war hauptsächlich als Lyriker tätig und gilt als Wegbereiter der französischen Klassik.
Malherbe wuchs in einer protestantischen Richterfamilie auf, studierte dann Jura an der Universität Caen, wo er früh auch in humanistischen Zirkeln verkehrte und erste Gedichte verfasste, sowie in Basel und in Heidelberg, calvinistischen Hochburgen der Zeit. 1577 konvertierte er zum Katholizismus und wurde Sekretär des königlichen Statthalters (gouverneur) der Provence, des literaturbeflissenen Bastards von König Heinrich II., Henri bâtard d’Angoulême, der auch Grand Prieur, d. h. Oberhaupt des französischen Zweiges des Malteserordens war.
1581 heiratete Malherbe in Aix-en-Provence die Tochter eines der Vorsitzenden Richter am obersten Gerichtshof (Parlement) der Provence. Seine Werke aus diesen Jahren (kürzere und längere lyrische Texte) sind geprägt von italienischen Vorbildern wie Luigi Tansillo und von den Dichtungen der Pléiade-Schule, d. h. der Lyrikergeneration vor ihm. Beeinflusst wurde er auch von seinem Freund, dem Humanisten Nicolas-Claude Fabri de Peiresc. Als sein Protektor Henri d’Angoulême 1586 in einer der heißen Phasen der französischen Religionskriege, dem achten Hugenottenkrieg, ermordet wurde, kehrte Malherbe zurück nach Caen und wurde dort städtischer Richter.
Ab 1595 lebte und schrieb er jedoch wieder in Aix und sein Name wurde allmählich bekannt. Dennoch gelang es ihm lange Zeit nicht, erneut einen hochstehenden Mäzen zu finden oder gar am Hof Fuß zu fassen (was er z. B. 1600 mittels einer Begrüßungsode an die zweite Gemahlin König Heinrichs IV., Maria von Medici, versuchte). 1605 endlich wurde er Heinrich vorgestellt, dann allerdings sogar zum Schildknappen (écuyer) und zum Königlichen Kammerherrn (gentilhomme de la Chambre) ernannt und somit geadelt.
In den nächsten 20 Jahren war Malherbe anerkannter Hofdichter, denn auch nach Heinrichs Ermordung 1610 behielt er die Gunst der Königin und gewann später die des mächtigen Kardinals Richelieu.
In seiner Hofdichterrolle schrieb er zahllose Gelegenheitsgedichte (poésies de circonstance) zu den unterschiedlichsten Anlässen. Zugleich beherrschte er als Kritiker mit seinem Urteil die Pariser Literaturszene und umgab sich mit jüngeren Literaten als Schüler. In dem Maße, wie seine Kreativität abnahm, wurde sein Stil nüchterner, klarer, ausgefeilter, formvollendeter; und während die meisten seiner dichtenden Zeitgenossen der typisch barocken Tendenz zum Gekünstelten und damit oft zum Hermetismus, d. h. dem gewollten Schwierigsein, folgten, war Malherbe der Meinung, dass Dichtung verständlich sein sollte. Er verurteilte das angeblich der Inspiration folgende Drauflosschreiben und vertrat das Prinzip des geduldigen Arbeitens und Feilens am Text. Auch bekämpfte er die Einflüsse der Gaskognischen Sprache.
Mit den strengen formalen und sprachlogischen Maßstäben, die er so setzte, wurde er einer der einflussreichsten Wegbereiter der französischen Klassik. Bekannt geworden ist der Halbvers „Enfin Malherbe vint!“ („Endlich kam Malherbe!“), mit dem der spätere Klassiker Nicolas Boileau ihm um 1670 Tribut zollte. Für die Romantiker des frühen 19. Jahrhunderts allerdings, die sich von den literarischen Normen der Klassik zu befreien versuchten, war Malherbe der Prototyp des inspirationslosen Verseschmieds – ein Klischee, das anschließend sein Bild in der Literaturgeschichte – teils bis heute – bestimmte.

## Werkausgabe
- François de Malherbe: Les Poésies. Lavaud, Paris 1999, Société des Textes Français Modernes.